# Mont Niblock
Pour les articles homonymes, voir Niblock.
Le mont Niblock est une montagne du parc national Banff près du lac Louise. Il fut nommé ainsi en 1904, en l'honneur de John Niblock, un surintendant du Canadien Pacifique. Niblock fut un des premiers à promouvoir le tourisme dans les Rocheuses et influença la nomination de certaines gares du Canadien Pacifique dans les Canada de l'Ouest.
Le mont Niblock est un lieu apprécié par les alpinistes dans la région du lac Louise, et son ascension est souvent accompagnée de celle du mont Whyte (2 983 m), bien que ce dernier soit d'une difficulté supérieure. La meilleure période de l'année pour gravir le mont Niblock est de juillet à septembre quand les voies traditionnelles sont dépourvues de neige. Les risques d'avalanche au printemps et à l'automne sont très élevés.